# Antic Asil dels Vells
L'Antic Asil dels Vells és un edifici de Girona inclòs a l'Inventari del Patrimoni Arquitectònic de Catalunya.

## Descripció
Es tracta d'un edifici de planta baixa i un pis, de planta rectangular central, amb cos sobresortit de la coberta d'arquets de punt rodó i a quatre aigües i que il·lumina l'interior. Composta en dos eixos perpendiculars potenciats per portes o cossos sobresortits en façana i alçat a nivell de planta baixa. Les façanes són de composició simètrica, de cinc obertures a les façanes principal i posterior, i de 6 a les laterals. A planta baixa són balconets amb frontons amb modillons i elements florals i baranes de forja. Al primer pis només són les finestres remarcades i les façanes contenen esgrafiats de pedra. Es clou amb volat de ràfec de teules i rajols. La porta principal és de brancals i llinda de pedra, amb frontó i inscripció FIDELITAS VIRTUS.
Està envoltada de jardí. El carrer es troba urbanitzat i s'ha enretirat la tanca, que s'ha refet com era, de pilones arrebossades i baranes de forja. Les pilones clouen amb boles metàl·liques.

## Història
D'asil de Vells passà a ser l'Escola d'infermeria. Posteriorment romangué desocupada.